# Watonwan County
Watonwan County er et county i den amerikanske delstat Minnesota. Watonwan County ligger i de sydlige del af delstaten og grænser op til Brown County i nord, Blue Earth County i øst, Martin County i syd, Jackson County i sydvest og mod Cottonwood County i vest.
Watonwan Countys totale areal er 1.139 km² hvoraf 14 km² er vand. I 2000 havde countyet 11.876 indbyggere. Det administrative centrum ligger i byen St. James, der også er største by i Watonwan County.
43°59′N 94°37′V / 43.98°N 94.61°V